# La Journée d'un scrutateur
 (juillet 2022).
Si vous disposez d'ouvrages ou d'articles de référence ou si vous connaissez des sites web de qualité traitant du thème abordé ici, merci de compléter l'article en donnant les références utiles à sa vérifiabilité et en les liant à la section « Notes et références ».
La Journée d'un scrutateur est un roman publié par Italo Calvino en 1963.
Livre charnière dans l'œuvre d'Italo Calvino, il aborde des thèmes présents dans d'autres ouvrages de l'auteur, et s'inscrit ainsi pleinement dans la continuité de sa production littéraire. Récit (ou court roman) douloureux, longuement mûri (la rédaction s'est étalée de 1953 à 1963), il est révélateur d'une période de crise pour Calvino, au sujet notamment de son engagement politique.
La rédaction du livre est contemporaine des événements qui se déroulent en Hongrie en 1956. Ces derniers révèlent au monde la dureté et la brutalité de l'URSS envers les États "satellites" du bloc soviétique. Ces révélations sont un choc pour l'Europe, et ébranlent les intellectuels de gauche dans de nombreux pays. Elles occasionnent de nombreuses dissensions au sein des partis communistes de l'époque. Calvino, de sensibilité communiste, est touché de plein fouet par ces évènements.
Dans ces années-là, Italo Calvino est traversé par une crise autour de sa méthode littéraire, et remet en question les facultés cognitives de la littérature. Ces questionnements convergent dans « La Journée d'un scrutateur », par le biais d'une description complexe du réel, lisible à différents degrés. « La journée d'un scrutateur » est à ce titre une matière très riche pour comprendre un auteur et une époque.
Le livre a reçu le " Premio Charles Veillon di lingua italiana" en 1967.

## L'intrigue
Le roman raconte la journée qu'Amerigo Ormea, un intellectuel communiste, passe comme scrutateur lors des élections de 1953 à la Petite Maison de la Divine Providence; aussi appelée « Cottolengo » à Turin, il s'agit d'une institution religieuse où sont hospitalisés des milliers de handicapés physiques et mentaux. Amerigo cherche à empêcher que ces pensionnaires, qui ne disposent pas pleinement de leur libre-arbitre, ne soient incités par les religieux de l'institution à voter pour la Démocratie Chrétienne; néanmoins, la fréquentation de tous ces malheureux qui habitent ce monde parallèle qu'est l'institution ébranle sa conscience et ses certitudes.
Le nom du protagoniste est très signifiant: en effet, le prénom Amerigo rappelle Amerigo Vespucci. Amerigo comme Vespucci entrent dans un nouveau monde: lorsque le personnage entre dans le Cottolengo, il a la sensation d'entrer dans un autre monde, de voyager au-delà des frontières de l'Humain. Le nom de famille "Ormea" est l'anagramme du mot "amour" (amore en italien); en effet, Amerigo, à la fin de sa journée donne une signification nouvelle à l'amour.
L'histoire se déroule sur une seule journée et uniquement à l'intérieur du Cottolengo; Amerigo y assiste au défilé des électeurs, des miséreux et des malades souffrant de graves difformités. Profondément affecté, Amerigo se demande s'il serait plus juste que ces hommes puissent voter librement, ou bien qu'ils soient aidés à voter; il se questionne également sur ce qui constitue l'humanité et où se termine cette dernière; et dans quelle mesure un homme gravement malade et difforme du "Cottolengo" appartient bien à l'humanité. La seule réponse qu'il parvient à trouver réside dans le concept d'amour:"L'humain va aussi loin que va l'amour ; il n'a de frontières que celles que nous lui donnons ."

## Genèse du livre
« La journée d'un scrutateur » est à bien des égards un livre autobiographique, l'intellectuel Amerigo Ormea apparaissant comme un alter ego de l'auteur. Calvino lui-même, dans la préface du livre, affirme que l'idée d'écrire « La journée d'un scrutateur » lui est venue pour la première fois lors des élections du 7 juin 1953 (date à laquelle se déroule le roman), après avoir passé quelques minutes à Cottolengo en tant que candidat du Parti communiste.
Il essaye d'écrire rapidement après ces évènements, mais sans succès: il est resté trop peu de temps à l'Institut. L'occasion de revenir, cette fois en tant que scrutateur, se présente lors des élections locales de 1961 . La vue des malheureux pensionnaires de Cottolengo contraints par les religieux à voter pour la Démocratie Chrétienne (bien qu'il n'y ait à ce jour aucune preuve d'une telle contrainte) l'horrifie, au point qu'il refuse de retranscrire cette expérience pendant les deux années suivantes. De son propre aveu, écrire avec si peu de recul l'aurait conduit à rédiger un pamphlet anti-chrétien très violent.

## La crise de l'engagement
Avant son expérience à l'intérieur de l'institut, Amerigo aborde la complexité du réel à travers le prisme de l'idéologie marxiste, en essayant d'appliquer des lois générales à la résolution de problèmes sociaux et politiques.
Sa journée à Cottolengo l'oblige à réfléchir sur lui-même, sur le sens de sa propre action et de la vie. Il réalise que ses idéaux et les programmes politiques sont inopérants face à la douleur et à la maladie des pensionnaires de Cottolengo. A cette prise de conscience correspond une « remise en labyrinthe » de la réalité: le scrutateur ne cherche plus à s'opposer aux nombreuses irrégularités dont il est le témoin.
Pendant sa journée, alors qu'il se déplace entre les salles, Amerigo voit deux personnages qui le marquent profondément : une religieuse qui consacre sa vie aux soins des malades, et un père âgé qui passe chacun de ses dimanches, assis sur une chaise, à écraser des amandes pour son fils déficient. À partir de ce moment, Amerigo ne se reconnaît plus comme un intellectuel marxiste et éclairé.
Il comprend que la complexité du réel est telle que ni l'histoire, ni la société ni la politique ne peuvent apporter de solution satisfaisante. Un début de réponse à ses doutes existentiels apparaît dans le concept d'amour (« l'humain va aussi loin que va l'amour ») ; mais l'auteur comme le lecteur savent que la réponse n'est ni exhaustive ni définitive, et qu'elle réside peut-être dans la démarche même qui tente d'analyser la complexité du réel : plus que la réponse, c'est la question qui importe, et la volonté de maintenir allumée cette petite lumière qu'est la raison. Amerigo Ormea ne cesse plus de questionner ses propres certitudes, à l'instar de Calvino, qui continuera sa recherche de méthode avec une littérature toujours volontariste et jamais viscéralement nihiliste.

## Éditions
- La Journée d'un scrutateur, série I Coralli n.175, Turin, 1963, pp. 98. [avec rabat de la couverture de l'auteur]
- La Journée d'un scrutateur, Série New Coralli n.100, Turin, Einaudi, 1974, pp. 98.
- La Journée d'un scrutateur, série I libri par Italo Calvino n. IV, Milan, Mondadori, 1990,  (ISBN 978-88-043-3515-3) .
- dans Romans et nouvelles Vol. II, Collection I Meridiani, Milan, Mondadori, 1992, pp. 3-78.
- La giornata di uno scrutatore, Mondadori, 1994 (ISBN 978-88-043-7989-8) - Avec un texte de Guido Piovene, Série Oscar, Mondadori, 2011 ; Série Oscar Moderni n.41, Mondadori, 2016,  (ISBN 978-88-046-6788-9) .
- La Journée d'un scrutateur, Collection Points, Editions du Seuil, 1997,  (ISBN 2020312492)
- La Journée d'un scrutateur, Collection Folio Poche, Editions Gallimard, 2014